# Carlos Machado (ator)
Carlos Antônio de Albuquerque Machado (Resende, 1 de maio de 1965) é um ator, modelo, Investidor e dentista brasileiro.

## Carreira

### Televisão
| Ano     | Título             | Personagem                                                  | Nota                                     |
| ------- | ------------------ | ----------------------------------------------------------- | ---------------------------------------- |
| 1997    | Mandacaru          | Capitão Luís Cavalcanti                                     |                                          |
| 1998    | Labirinto          | Guga                                                        |                                          |
| 1999    | Você Decide        | Zeca                                                        | Episódio: "O Príncipe da Feira"          |
| 1999    | Malhação           | Bené                                                        |                                          |
| 1999    | Força de um Desejo | Estácio                                                     |                                          |
| 2000    | TV Ano 50          | Homem do Hóspede                                            | Especial Humorístico                     |
| 2000    | Uga Uga            | Alexandre                                                   |                                          |
| 2003    | Kubanacan          | Batista                                                     |                                          |
| 2004    | A Diarista         | Marco Antônio                                               | Episódio: "Aquele da Regressão"          |
| 2005–08 | A Turma do Didi    | Pai do Didizinho / Patrão da Dircinéia / Vários personagens |                                          |
| 2006    | Cobras & Lagartos  | Ronaldo                                                     |                                          |
| 2007    | Duas Caras         | Dr. Siqueira                                                |                                          |
| 2008    | Guerra e Paz       | Amaury                                                      | Episódio: "Lavanda & Vermelho"           |
| 2010    | Zorra Total        | Drácula                                                     |                                          |
| 2011    | Fina Estampa       | Francisco Ferdinand de Souza Pinto (Ferdinand)              |                                          |
| 2013    | Louco por Elas     | Serjão                                                      | Episódio: "Giovana posa para calendário" |
| 2013–14 | Amor à Vida        | Ignácio                                                     |                                          |
| 2014    | Saltibum           | Participante                                                | Temporada 1                              |

### Cinema
| Ano  | Título        | Personagem   |
| ---- | ------------- | ------------ |
| 2013 | Crô - O Filme | Jean-Jacques |

### Teatro
| Ano  | Título                                  |
| ---- | --------------------------------------- |
| 2004 | Lancelot                                |
| 2005 | Alta Vigilância                         |
| 2006 | Ser ou Não Ser                          |
| 2014 | Paixão de Cristo de Nova Jerusalém      |
| 2015 | Paixão de Cristo em Junqueiro - Alagoas |